# Kunstjahr 1522
Liste der Kunstjahre

◄◄ | ◄ | 1518 | 1519 | 1520 | 1521 | Kunstjahr 1522 | 1523 | 1524 | 1525 | 1526

Weitere Ereignisse
Dieser Artikel behandelt das Kunstjahr 1522.

## Ereignisse

### Architektur

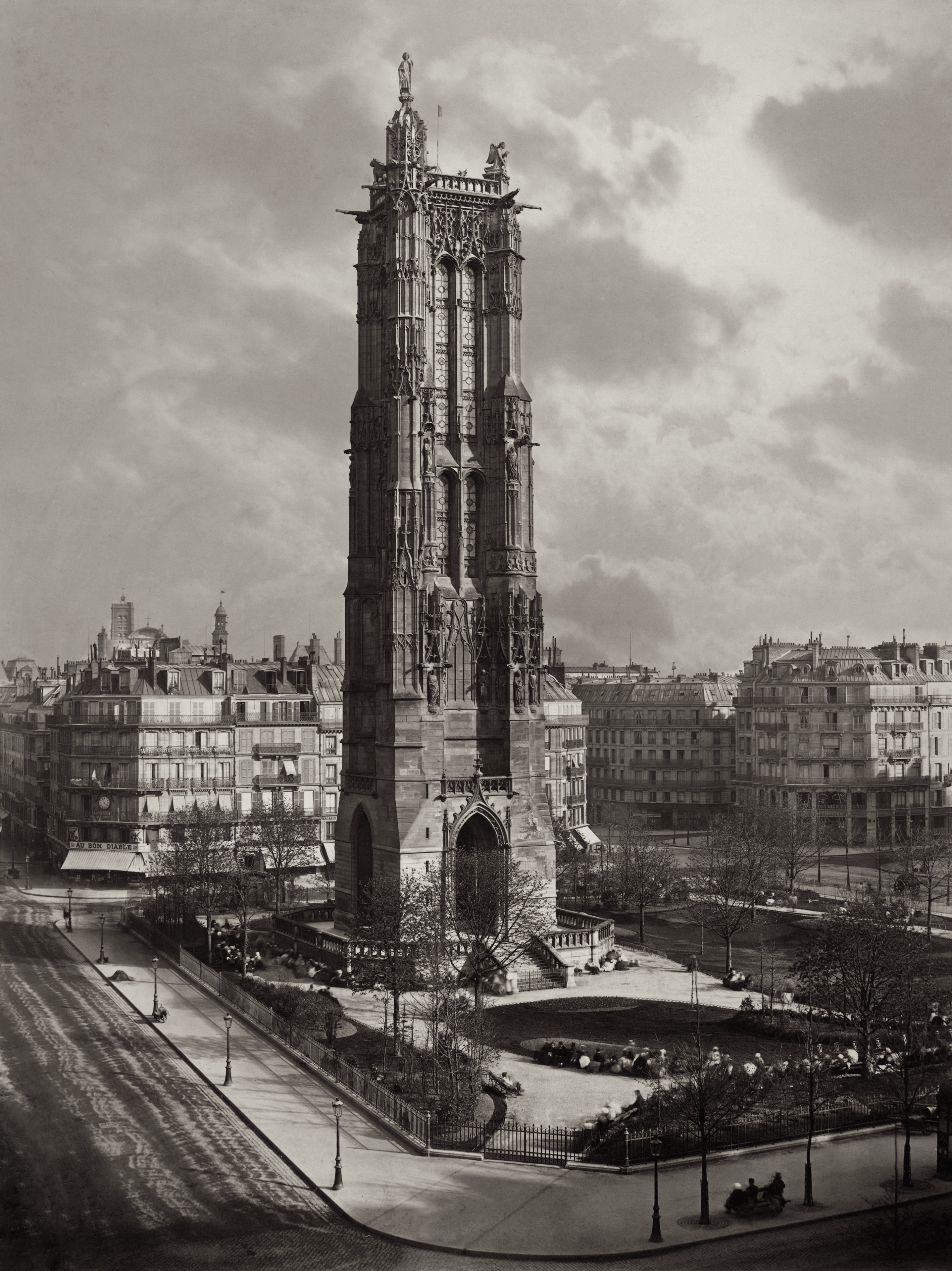
Tour St. Jacques (um 1867)

- Dezember: Die Kirche Église Saint-Jacques-de-la-Boucherie mit dem spätgotischen Glockenturm Tour Saint-Jacques in Paris wird fertiggestellt.

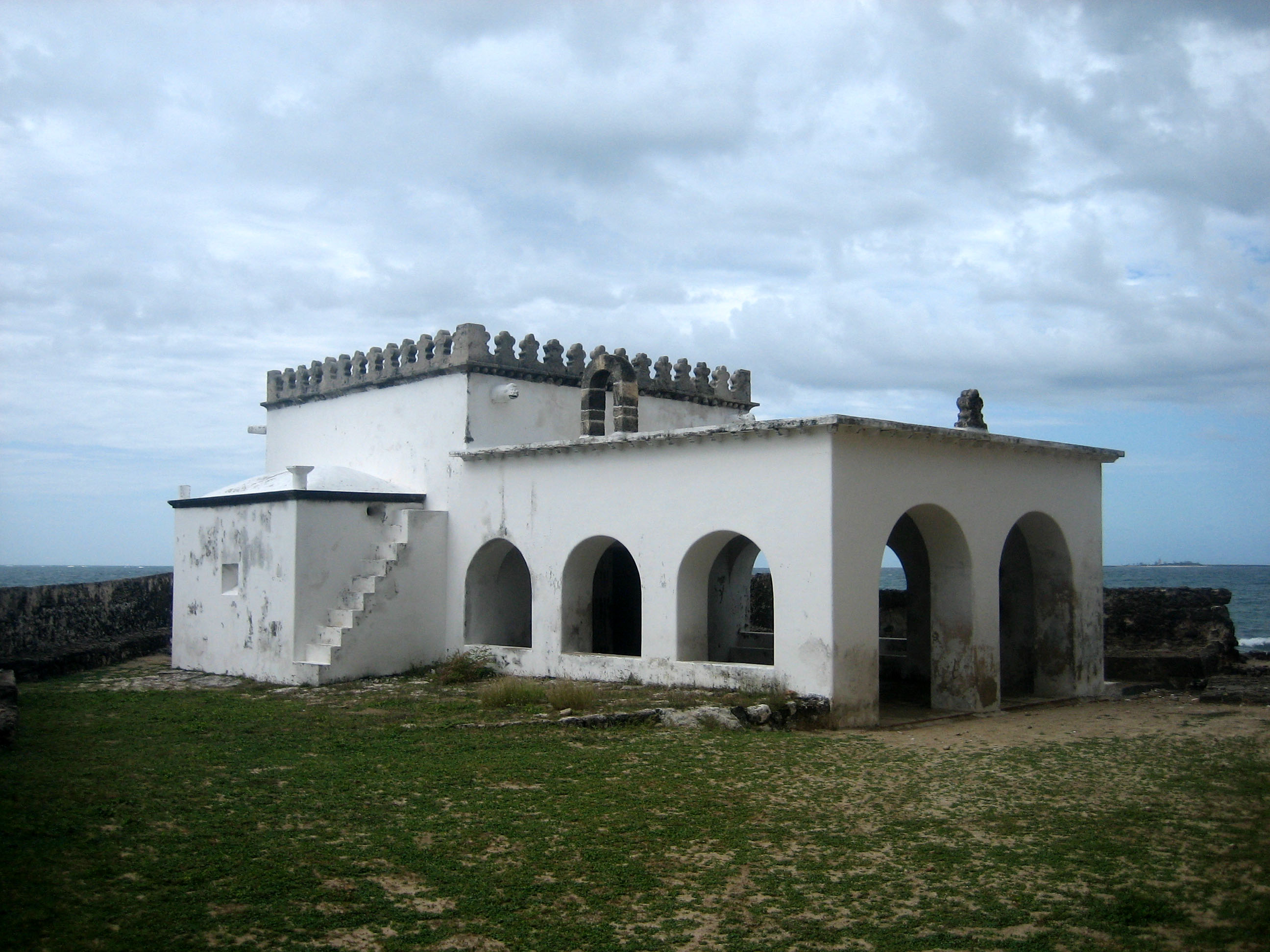
Capela de Nossa Senhora do Baluarte im Fortaleza de São Sebastião

- Portugiesische Seefahrer erbauen auf der Ilha de Moçambique die Capela de Nossa Senhora do Baluarte, das älteste koloniale Bauwerk an der Küste des Indischen Ozeans und das einzige erhaltene Bauwerk im Manuelinischen Stil im heutigen Mosambik.

### Malerei
- Antonio da Correggio vollendet die Fresken der Vision des Heiligen Johannes auf Patmos in der Kirche San Giovanni Evangelista in Parma.
- Tizian vollendet das Averoldi-Polyptychon für die Kollegiatkirche Santi Nazaro e Celso in Brescia. (Bilder vorhanden)
- Bernard van Orley vollendet ein Triptychon für die Bruderschaft vom Heiligen Kreuz in einer Kapelle der Kirche St. Walburga in Veurne.
- Hans Baldung – Die Steinigung des Heiligen Stephanus
- In Basel vollendet Hans Holbein der Jüngere sein Gemälde Solothurner Madonna, ob das Gemälde Der Leichnam Christi im Grabe 1521 oder 1522 entstanden ist, lässt sich heute nicht mehr nachvollziehen.
- Ludovico Mazzolino
  - Christus und die Ehebrecherin
  - Madonna mit Kind und dem heiligen Josef
- Ortolano – Trauer um den toten Jesus Christus (Galleria Borghese in Rom)

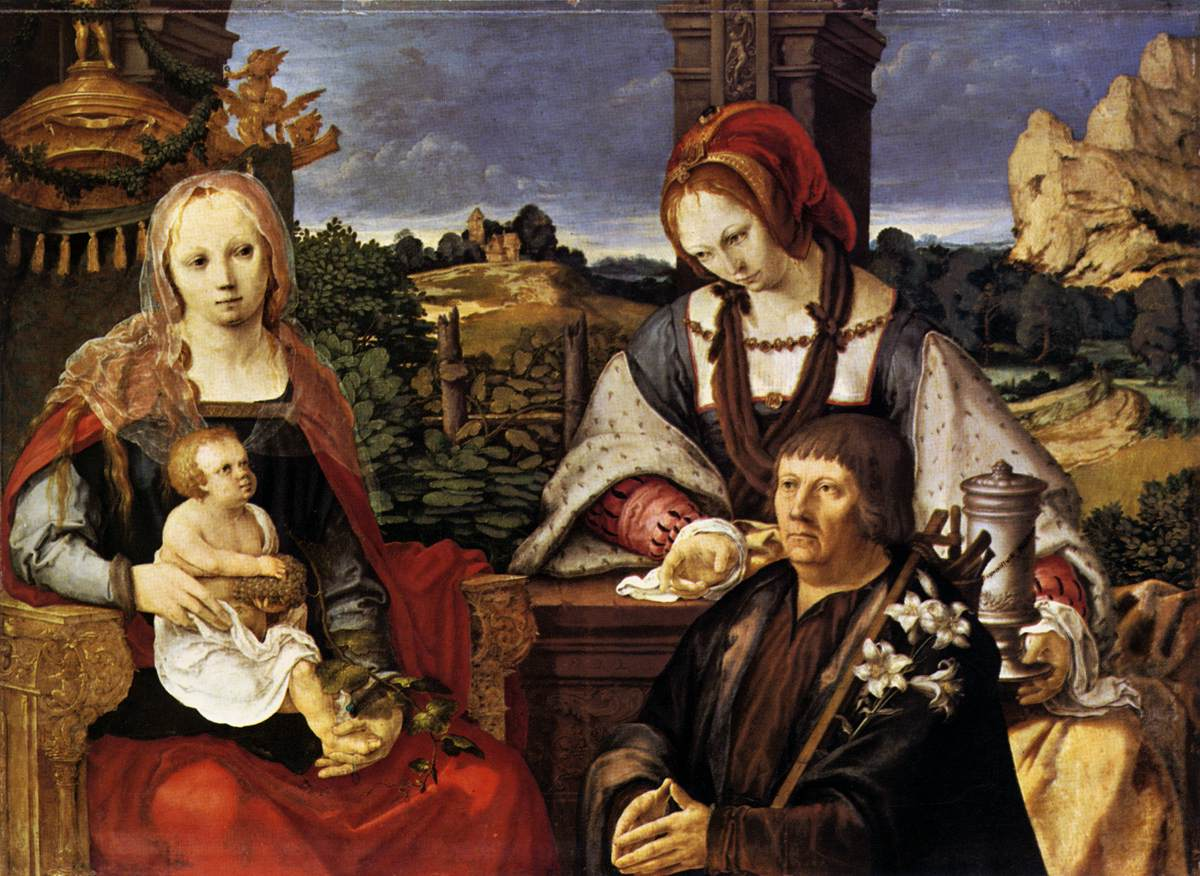
Lucas van Leyden – Maria mit dem Kinde, der hl. Maria Magdalena und einem Stifter

- Lucas van Leyden – Maria mit dem Kinde, der hl. Maria Magdalena und einem StifterLucas van Leyden – Maria mit dem Kinde, der hl. Maria Magdalena und einem Stifter

- Benedikt Dreyer vollendet um 1522 den Antonius-Altar für die Burgkirche in Lübeck.

## Geboren

### Genaues Geburtsdatum unbekannt
- 19. Juli oder 19. November: Ludger Tom Ring der Jüngere, deutscher Maler († 1584)

- Jean Cousin der Jüngere, französischer Maler, Bildhauer und Graphiker († 1595)
- Dirck Volckertszoon Coornhert, niederländischer Dichter, Gelehrter und Politiker († 1590)

### Geboren um 1522
- Antonio Campi, italienischer Maler († 1587)
- Bernardino Campi, italienischer Maler († 1591)

## Gestorben

### Todesdatum gesichert
- 27. August: Giovanni Antonio Amadeo, italienischer Bildhauer und Baumeister (* 1447)

### Genaues Todesdatum unbekannt
- Fiorenzo di Lorenzo, italienischer Maler (* 1440)
- Leonhard Wagner, deutscher Kalligraph (* 1453)